# Budismul în Panama
În statul Panama budismul este religia practicată de aproximativ 2,1% din populație. În întreaga Americă Centrală, budismul însumează circa 0,489% din populația religioasă.